# Lista uczestników Tour de Pologne 2014
Lista uczestników Tour de Pologne 2014:
W Tour de Pologne 2014 wystartuje 168 zawodników z 21 profesjonalnych ekip.

## Lista uczestników
| Legenda | Legenda                                                                  |
| ------- | ------------------------------------------------------------------------ |
|         | Zwycięzca klasyfikacji generalnej                                        |
|         | Zwycięzca klasyfikacji górskiej                                          |
|         | Zwycięzca klasyfikacji punktowej                                         |
|         | Zwycięzca klasyfikacji najaktywniejszych                                 |
| DNS     | Oznaczenie zawodników, którzy nie przystąpili do danego etapu            |
| DNF     | Oznaczenie zawodników, którzy nie ukończyli danego etapu                 |
| HD      | Oznaczenie zawodników, którzy przekroczyli limit czasowy na danym etapie |

### Orica-GreenEdge
| Orica-GreenEDGE OGE | Orica-GreenEDGE OGE | Orica-GreenEDGE OGE | Orica-GreenEDGE OGE | Orica-GreenEDGE OGE | Orica-GreenEDGE OGE |
| Numer               | Zawodnik            | Państwo             | Wiek                | Uwagi               | Miejsce             |
| ------------------- | ------------------- | ------------------- | ------------------- | ------------------- | ------------------- |
| 1                   | Pieter Weening      | Holandia            | 33                  |                     | 36                  |
| 2                   | Mitch Docker        | Australia           | 27                  |                     | DNF-6               |
| 3                   | Brett Lancaster     | Australia           | 34                  |                     | DNF-6               |
| 4                   | Michael Matthews    | Australia           | 23                  |                     | 69                  |
| 5                   | Ivan Santaromita    | Włochy              | 30                  |                     | 50                  |
| 6                   | Cameron Meyer       | Australia           | 26                  |                     | 113                 |
| 7                   | Sam Bewley          | Nowa Zelandia       | 27                  |                     | 82                  |
| 8                   | Christian Meier     | Kanada              | 29                  |                     | DNS-7               |

### Omega Pharma-Quick-Step Cycling Team
| Omega Pharma-Quick-Step Cycling Team OPQ | Omega Pharma-Quick-Step Cycling Team OPQ | Omega Pharma-Quick-Step Cycling Team OPQ | Omega Pharma-Quick-Step Cycling Team OPQ | Omega Pharma-Quick-Step Cycling Team OPQ | Omega Pharma-Quick-Step Cycling Team OPQ |
| Numer                                    | Zawodnik                                 | Państwo                                  | Wiek                                     | Uwagi                                    | Miejsce                                  |
| ---------------------------------------- | ---------------------------------------- | ---------------------------------------- | ---------------------------------------- | ---------------------------------------- | ---------------------------------------- |
| 11                                       | Gianluca Brambilla                       | Włochy                                   | 26                                       |                                          | 13                                       |
| 12                                       | Thomas De Gendt                          | Belgia                                   | 27                                       |                                          | 66                                       |
| 13                                       | Kevin de Weert                           | Belgia                                   | 32                                       |                                          | 58                                       |
| 14                                       | Nikolas Maes                             | Belgia                                   | 28                                       |                                          | 122                                      |
| 15                                       | Wout Poels                               | Holandia                                 | 26                                       |                                          | 15                                       |
| 16                                       | Petr Vakoč                               | Czechy                                   | 22                                       |                                          | 10                                       |
| 17                                       | Martin Velits                            | Słowacja                                 | 29                                       |                                          | 96                                       |
| 18                                       | Serge Pauwels                            | Belgia                                   | 30                                       |                                          | 74                                       |

### Tinkoff-Saxo
| Tinkoff-Saxo TTS | Tinkoff-Saxo TTS  | Tinkoff-Saxo TTS | Tinkoff-Saxo TTS | Tinkoff-Saxo TTS | Tinkoff-Saxo TTS |
| Numer            | Zawodnik          | Państwo          | Wiek             | Uwagi            | Miejsce          |
| ---------------- | ----------------- | ---------------- | ---------------- | ---------------- | ---------------- |
| 21               | Rafał Majka       | Polska           | 24               |                  | 1                |
| 22               | Jesús Hernández   | Hiszpania        | 32               |                  | DNF-6            |
| 23               | Jewgienij Pietrow | Rosja            | 36               |                  | DNS-7            |
| 24               | Nicki Sørensen    | Dania            | 39               |                  | 78               |
| 25               | Oliver Zaugg      | Szwajcaria       | 33               |                  | 31               |
| 26               | Paweł Poljański   | Polska           | 24               |                  | 44               |
| 27               | Bruno Pires       | Portugalia       | 33               |                  | 67               |
| 28               | Rory Sutherland   | Australia        | 32               |                  | DNS-7            |

### Team Sky
| Team Sky SKY | Team Sky SKY         | Team Sky SKY    | Team Sky SKY | Team Sky SKY                                     | Team Sky SKY |
| Numer        | Zawodnik             | Państwo         | Wiek         | Uwagi                                            | Miejsce      |
| ------------ | -------------------- | --------------- | ------------ | ------------------------------------------------ | ------------ |
| 31           | Edvald Boasson Hagen | Norwegia        | 27           |                                                  | 61           |
| 32           | Philip Deignan       | Irlandia        | 30           |                                                  | 7            |
| 33           | Dario Cataldo        | Włochy          | 29           |                                                  | 38           |
| 34           | Ben Swift            | Wielka Brytania | 26           |                                                  | DNS-5        |
| 35           | Joshua Edmondson     | Wielka Brytania | 22           |                                                  | 110          |
| 36           | Sebastián Henao      | Kolumbia        | 23           |                                                  | 47           |
| 37           | Salvatore Puccio     | Włochy          | 24           |                                                  | DNS-7        |
| 38           | Kanstancin Siucou    | Białoruś        | 31           | Mistrz Białorusi w jeździe indywidualnej na czas | 62           |

### Astana Pro Team
| Astana Pro Team AST | Astana Pro Team AST | Astana Pro Team AST | Astana Pro Team AST | Astana Pro Team AST | Astana Pro Team AST |
| Numer               | Zawodnik            | Państwo             | Wiek                | Uwagi               | Miejsce             |
| ------------------- | ------------------- | ------------------- | ------------------- | ------------------- | ------------------- |
| 41                  | Fabio Aru           | Włochy              | 24                  |                     | 64                  |
| 42                  | Janez Brajkovič     | Słowenia            | 30                  |                     | DNF-1               |
| 43                  | Enrico Gasparotto   | Włochy              | 32                  |                     | 43                  |
| 44                  | Francesco Gavazzi   | Włochy              | 30                  |                     | 75                  |
| 45                  | Jacopo Guarnieri    | Włochy              | 26                  |                     | 120                 |
| 46                  | Arman Kamyszew      | Kazachstan          | 23                  |                     | DNF-6               |
| 47                  | Paolo Tirangolo     | Włochy              | 37                  |                     | DNF-5               |
| 48                  | Andriej Ziejc       | Kazachstan          | 27                  |                     | 77                  |

### Garmin-Sharp
| Garmin-Sharp GRS | Garmin-Sharp GRS    | Garmin-Sharp GRS  | Garmin-Sharp GRS | Garmin-Sharp GRS | Garmin-Sharp GRS |
| Numer            | Zawodnik            | Państwo           | Wiek             | Uwagi            | Miejsce          |
| ---------------- | ------------------- | ----------------- | ---------------- | ---------------- | ---------------- |
| 51               | Nathan Brown        | Stany Zjednoczone | 23               |                  | 97               |
| 52               | Caleb Fairly        | Stany Zjednoczone | 27               |                  | 87               |
| 53               | Tyler Farrar        | Stany Zjednoczone | 30               |                  | DNS-6            |
| 54               | Koldo Fernández     | Hiszpania         | 32               |                  | 100              |
| 55               | Ryder Hesjedal      | Kanada            | 33               |                  | 17               |
| 56               | Lasse Norman Hansen | Dania             | 22               |                  | 108              |
| 57               | Raymond Kreder      | Holandia          | 24               |                  | 116              |
| 58               | Steele Von Hoff     | Australia         | 26               |                  | 121              |

### Lampre-Merida
| Lampre-Merida LAM | Lampre-Merida LAM  | Lampre-Merida LAM | Lampre-Merida LAM | Lampre-Merida LAM | Lampre-Merida LAM |
| Numer             | Zawodnik           | Państwo           | Wiek              | Uwagi             | Miejsce           |
| ----------------- | ------------------ | ----------------- | ----------------- | ----------------- | ----------------- |
| 61                | Przemysław Niemiec | Polska            | 34                |                   | 5                 |
| 62                | Niccolò Bonifazio  | Włochy            | 20                |                   | DNF-1             |
| 63                | Matteo Bono        | Włochy            | 30                |                   | 107               |
| 64                | Mattia Cattaneo    | Włochy            | 23                |                   | 23                |
| 65                | Damiano Cunego     | Włochy            | 32                |                   | DNS-6             |
| 66                | Roberto Ferrari    | Włochy            | 31                |                   | 118               |
| 67                | Manuele Mori       | Włochy            | 33                |                   | DNS-7             |
| 68                | Sacha Modolo       | Włochy            | 27                |                   | DNF-6             |

### BMC Racing Team
| BMC Racing Team BMC | BMC Racing Team BMC | BMC Racing Team BMC | BMC Racing Team BMC | BMC Racing Team BMC                             | BMC Racing Team BMC |
| Numer               | Zawodnik            | Państwo             | Wiek                | Uwagi                                           | Miejsce             |
| ------------------- | ------------------- | ------------------- | ------------------- | ----------------------------------------------- | ------------------- |
| 71                  | Stephen Cummings    | Wielka Brytania     | 33                  |                                                 | 68                  |
| 72                  | Thor Hushovd        | Norwegia            | 36                  |                                                 | DNF-6               |
| 73                  | Sebastian Lander    | Dania               | 23                  |                                                 | DNF-6               |
| 74                  | Steve Morabito      | Szwajcaria          | 31                  |                                                 | 35                  |
| 75                  | Dominik Nerz        | Niemcy              | 24                  |                                                 | 9                   |
| 76                  | Samuel Sánchez      | Hiszpania           | 36                  |                                                 | 12                  |
| 77                  | Peter Velits        | Słowacja            | 29                  | Mistrz Słowacji w jeździe indywidualnej na czas | 24                  |
| 78                  | Larry Warbasse      | Stany Zjednoczone   | 24                  |                                                 | 28                  |

### Trek Factory Racing
| Trek Factory Racing TRE | Trek Factory Racing TRE | Trek Factory Racing TRE | Trek Factory Racing TRE | Trek Factory Racing TRE                        | Trek Factory Racing TRE |
| Numer                   | Zawodnik                | Państwo                 | Wiek                    | Uwagi                                          | Miejsce                 |
| ----------------------- | ----------------------- | ----------------------- | ----------------------- | ---------------------------------------------- | ----------------------- |
| 81                      | Julián Arredondo        | Kolumbia                | 26                      |                                                | 76                      |
| 82                      | Fumiyuki Beppu          | Japonia                 | 31                      | Mistrz Japonii w jeździe indywidualnej na czas | DNF-6                   |
| 83                      | Fabio Felline           | Włochy                  | 24                      |                                                | 51                      |
| 84                      | Bob Jungels             | Luksemburg              | 21                      |                                                | 70                      |
| 86                      | Jarosław Popowycz       | Ukraina                 | 34                      |                                                | 98                      |
| 87                      | Fábio Silvestre         | Portugalia              | 24                      |                                                | DNF-6                   |
| 88                      | Kristof Vandewalle      | Belgia                  | 29                      | Mistrz Belgii w jeździe indywidualnej na czas  | 54                      |

### Cannondale Pro Cycling
| Cannondale Pro Cycling CAN | Cannondale Pro Cycling CAN | Cannondale Pro Cycling CAN | Cannondale Pro Cycling CAN | Cannondale Pro Cycling CAN | Cannondale Pro Cycling CAN |
| Numer                      | Zawodnik                   | Państwo                    | Wiek                       | Uwagi                      | Miejsce                    |
| -------------------------- | -------------------------- | -------------------------- | -------------------------- | -------------------------- | -------------------------- |
| 91                         | Guillaume Boivin           | Kanada                     | 25                         |                            | 84                         |
| 92                         | Damiano Caruso             | Włochy                     | 26                         |                            | 59                         |
| 93                         | Davide Formolo             | Włochy                     | 21                         |                            | 16                         |
| 94                         | Oscar Gatto                | Włochy                     | 29                         |                            | DNF-6                      |
| 95                         | Matthias Krizek            | Austria                    | 25                         |                            | 86                         |
| 96                         | Moreno Moser               | Włochy                     | 23                         |                            | 73                         |
| 97                         | Jose Cayetano Sarmiento    | Kolumbia                   | 27                         |                            | 40                         |
| 98                         | Davide Villella            | Włochy                     | 23                         |                            | 33                         |

### Team Katusha
| Team Katusha KAT | Team Katusha KAT    | Team Katusha KAT | Team Katusha KAT | Team Katusha KAT                             | Team Katusha KAT |
| Numer            | Zawodnik            | Państwo          | Wiek             | Uwagi                                        | Miejsce          |
| ---------------- | ------------------- | ---------------- | ---------------- | -------------------------------------------- | ---------------- |
| 101              | Maksim Bielkow      | Rosja            | 29               |                                              | 119              |
| 102              | Giampaolo Caruso    | Włochy           | 33               |                                              | 18               |
| 103              | Siergiej Czerniecki | Rosja            | 24               |                                              | 52               |
| 104              | Marco Haller        | Austria          | 23               |                                              | 114              |
| 105              | Piotr Ignatienko    | Rosja            | 26               |                                              | 95               |
| 106              | Aleksandr Rybakow   | Rosja            | 26               |                                              | 117              |
| 107              | Eduard Worganow     | Rosja            | 31               |                                              | 48               |
| 108              | Anton Worobjow      | Rosja            | 23               | Mistrz Rosji w jeździe indywidualnej na czas | 115              |

### Belkin Pro Cycling Team
| Belkin Pro Cycling Team BEL | Belkin Pro Cycling Team BEL | Belkin Pro Cycling Team BEL | Belkin Pro Cycling Team BEL | Belkin Pro Cycling Team BEL | Belkin Pro Cycling Team BEL |
| Numer                       | Zawodnik                    | Państwo                     | Wiek                        | Uwagi                       | Miejsce                     |
| --------------------------- | --------------------------- | --------------------------- | --------------------------- | --------------------------- | --------------------------- |
| 111                         | Jack Bobridge               | Australia                   | 25                          |                             | 131                         |
| 112                         | Theo Bos                    | Holandia                    | 30                          |                             | DNS-6                       |
| 113                         | Barry Markus                | Holandia                    | 23                          |                             | DNS-5                       |
| 114                         | Rick Flens                  | Holandia                    | 31                          |                             | 127                         |
| 115                         | Robert Gesink               | Holandia                    | 28                          |                             | 8                           |
| 116                         | Paul Martens                | Niemcy                      | 30                          |                             | 65                          |
| 117                         | Lars Petter Nordhaug        | Norwegia                    | 30                          |                             | 45                          |
| 118                         | David Tanner                | Australia                   | 29                          |                             | DNS-7                       |

### Movistar Team
| Movistar Team MOV | Movistar Team MOV | Movistar Team MOV | Movistar Team MOV | Movistar Team MOV                              | Movistar Team MOV |
| Numer             | Zawodnik          | Państwo           | Wiek              | Uwagi                                          | Miejsce           |
| ----------------- | ----------------- | ----------------- | ----------------- | ---------------------------------------------- | ----------------- |
| 121               | Andrey Amador     | Kostaryka         | 27                |                                                | 6                 |
| 122               | Eros Capecchi     | Włochy            | 28                |                                                | 55                |
| 123               | Beñat Intxausti   | Hiszpania         | 28                |                                                | 3                 |
| 124               | Gorka Izagirre    | Hiszpania         | 26                |                                                | 29                |
| 125               | Jon Izagirre      | Hiszpania         | 25                | Mistrz Hiszpanii w wyścigu ze startu wspólnego | 2                 |
| 126               | Juan José Lobato  | Hiszpania         | 25                |                                                | DNF-6             |
| 127               | Adriano Malori    | Włochy            | 26                |                                                | 72                |
| 128               | Sylwester Szmyd   | Polska            | 36                |                                                | 46                |

### Team Giant-Shimano
| Team Giant-Shimano GIA | Team Giant-Shimano GIA | Team Giant-Shimano GIA | Team Giant-Shimano GIA | Team Giant-Shimano GIA | Team Giant-Shimano GIA |
| Numer                  | Zawodnik               | Państwo                | Wiek                   | Uwagi                  | Miejsce                |
| ---------------------- | ---------------------- | ---------------------- | ---------------------- | ---------------------- | ---------------------- |
| 131                    | Nikias Arndt           | Niemcy                 | 23                     |                        | 80                     |
| 132                    | Warren Barguil         | Francja                | 22                     |                        | 14                     |
| 133                    | Johannes Fröhlinger    | Niemcy                 | 29                     |                        | 56                     |
| 134                    | Thierry Hupond         | Francja                | 29                     |                        | 130                    |
| 135                    | Tobias Ludvigsson      | Szwecja                | 23                     |                        | 39                     |
| 136                    | Luka Mezgec            | Słowenia               | 26                     |                        | DNS-5                  |
| 137                    | Georg Preidler         | Austria                | 24                     |                        | 25                     |
| 138                    | Ramon Sinkeldam        | Holandia               | 25                     |                        | 104                    |

### Lotto-Belisol
| Lotto-Belisol LTB | Lotto-Belisol LTB   | Lotto-Belisol LTB | Lotto-Belisol LTB | Lotto-Belisol LTB | Lotto-Belisol LTB |
| Numer             | Zawodnik            | Państwo           | Wiek              | Uwagi             | Miejsce           |
| ----------------- | ------------------- | ----------------- | ----------------- | ----------------- | ----------------- |
| 141               | Sander Armée        | Belgia            | 28                |                   | DNF-1             |
| 142               | Vegard Breen        | Norwegia          | 24                |                   | 71                |
| 143               | Bart De Clercq      | Belgia            | 27                |                   | 37                |
| 144               | Kenny Dehaes        | Belgia            | 29                |                   | 129               |
| 145               | Pim Ligthart        | Holandia          | 26                |                   | 30                |
| 146               | Maxime Monfort      | Belgia            | 31                |                   | 22                |
| 147               | Boris Vallee        | Belgia            | 21                |                   | 93                |
| 148               | Jonas Van Genechten | Belgia            | 27                |                   | 128               |

### Ag2r-La Mondiale
| Ag2r-La Mondiale ALM | Ag2r-La Mondiale ALM | Ag2r-La Mondiale ALM | Ag2r-La Mondiale ALM | Ag2r-La Mondiale ALM                           | Ag2r-La Mondiale ALM |
| Numer                | Zawodnik             | Państwo              | Wiek                 | Uwagi                                          | Miejsce              |
| -------------------- | -------------------- | -------------------- | -------------------- | ---------------------------------------------- | -------------------- |
| 151                  | Davide Appollonio    | Włochy               | 25                   |                                                | 126                  |
| 152                  | Gediminas Bagdonas   | Litwa                | 28                   |                                                | DNF-6                |
| 153                  | Hugo Houle           | Kanada               | 23                   |                                                | 79                   |
| 154                  | Guillaume Bonnafond  | Francja              | 27                   |                                                | 88                   |
| 155                  | Maxime Bouet         | Francja              | 27                   |                                                | 20                   |
| 156                  | Jauhien Hutarowicz   | Białoruś             | 30                   | Mistrz Białorusi w wyścigu ze startu wspólnego | 112                  |
| 157                  | Christophe Riblon    | Francja              | 33                   |                                                | 4                    |
| 158                  | Alexis Vuillermoz    | Francja              | 26                   |                                                | 26                   |

### FDJ.fr
| FDJ.fr FDJ | FDJ.fr FDJ               | FDJ.fr FDJ | FDJ.fr FDJ | FDJ.fr FDJ                                     | FDJ.fr FDJ |
| Numer      | Zawodnik                 | Państwo    | Wiek       | Uwagi                                          | Miejsce    |
| ---------- | ------------------------ | ---------- | ---------- | ---------------------------------------------- | ---------- |
| 161        | Sébastien Chavanel       | Francja    | 31         |                                                | 124        |
| 162        | Murilo Fischer           | Brazylia   | 35         |                                                | 92         |
| 163        | Alexandre Geniez         | Francja    | 26         |                                                | DNF-6      |
| 164        | Johan Le Bon             | Francja    | 23         |                                                | 63         |
| 165        | Pierre-Henri Lecuisinier | Francja    | 21         |                                                | 101        |
| 166        | Laurent Mangel           | Francja    | 33         |                                                | 109        |
| 167        | David Boucher            | Belgia     | 34         |                                                | DNS-5      |
| 168        | Jussi Veikkanen          | Finlandia  | 33         | Mistrz Finlandii w wyścigu ze startu wspólnego | DNF-5      |

### Team Europcar
| Team Europcar EUC | Team Europcar EUC   | Team Europcar EUC | Team Europcar EUC | Team Europcar EUC | Team Europcar EUC |
| Numer             | Zawodnik            | Państwo           | Wiek              | Uwagi             | Miejsce           |
| ----------------- | ------------------- | ----------------- | ----------------- | ----------------- | ----------------- |
| 171               | Giovanni Bernaudeau | Francja           | 30                |                   | 90                |
| 172               | Jerome Cousin       | Francja           | 25                |                   | 81                |
| 173               | Jimmy Engoulvent    | Francja           | 34                |                   | 89                |
| 174               | Christophe Kern     | Francja           | 33                |                   | 27                |
| 175               | Davide Malacarne    | Włochy            | 27                |                   | 99                |
| 176               | Maxime Mederel      | Francja           | 33                |                   | 53                |
| 177               | Björn Thurau        | Niemcy            | 26                |                   | DNF-6             |
| 178               | Angelo Tulik        | Francja           | 23                |                   | 83                |

### Reprezentacja Polski
| Reprezentacja Polski POL | Reprezentacja Polski POL | Reprezentacja Polski POL | Reprezentacja Polski POL | Reprezentacja Polski POL | Reprezentacja Polski POL |
| Numer                    | Zawodnik                 | Państwo                  | Wiek                     | Uwagi                    | Miejsce                  |
| ------------------------ | ------------------------ | ------------------------ | ------------------------ | ------------------------ | ------------------------ |
| 181                      | Kamil Gradek             | Polska                   | 23                       |                          | 103                      |
| 182                      | Paweł Bernas             | Polska                   | 24                       |                          | 106                      |
| 183                      | Kamil Zieliński          | Polska                   | 26                       |                          | 49                       |
| 184                      | Paweł Franczak           | Polska                   | 22                       |                          | 105                      |
| 185                      | Przemysław Kasperkiewcz  | Polska                   | 20                       |                          | 125                      |
| 186                      | Paweł Cieślik            | Polska                   | 28                       |                          | 32                       |
| 187                      | Konrad Dąbkowski         | Polska                   | 25                       |                          | DNF-6                    |
| 188                      | Bartosz Warchoł          | Polska                   | 22                       |                          | 91                       |

### CCC Polsat Polkowice
| CCC Polsat Polkowice CCC | CCC Polsat Polkowice CCC | CCC Polsat Polkowice CCC | CCC Polsat Polkowice CCC | CCC Polsat Polkowice CCC                    | CCC Polsat Polkowice CCC |
| Numer                    | Zawodnik                 | Państwo                  | Wiek                     | Uwagi                                       | Miejsce                  |
| ------------------------ | ------------------------ | ------------------------ | ------------------------ | ------------------------------------------- | ------------------------ |
| 191                      | Bartłomiej Matysiak      | Polska                   | 29                       | Mistrz Polski w wyścigu ze startu wspólnego | DNF-6                    |
| 192                      | Davide Rebellin          | Włochy                   | 42                       |                                             | 19                       |
| 193                      | Branisłau Samojłau       | Białoruś                 | 29                       |                                             | 41                       |
| 194                      | Maciej Paterski          | Polska                   | 27                       |                                             | 57                       |
| 195                      | Tomasz Marczyński        | Polska                   | 30                       |                                             | 42                       |
| 196                      | Grzegorz Stępniak        | Polska                   | 25                       |                                             | 111                      |
| 197                      | Mateusz Taciak           | Polska                   | 30                       |                                             | 123                      |
| 198                      | Marek Rutkiewicz         | Polska                   | 33                       |                                             | 11                       |

### Team RusVelo
| Team RusVelo RVL | Team RusVelo RVL      | Team RusVelo RVL | Team RusVelo RVL | Team RusVelo RVL | Team RusVelo RVL |
| Numer            | Zawodnik              | Państwo          | Wiek             | Uwagi            | Miejsce          |
| ---------------- | --------------------- | ---------------- | ---------------- | ---------------- | ---------------- |
| 201              | Siergiej Łagutin      | Rosja            | 33               |                  | 34               |
| 202              | Ilnur Zakarin         | Rosja            | 24               |                  | 21               |
| 203              | Siergiej Firsanow     | Rosja            | 32               |                  | DNF-6            |
| 204              | Artiem Owieczkin      | Rosja            | 28               |                  | 60               |
| 205              | Andriej Sołomiennikow | Rosja            | 27               |                  | 94               |
| 206              | Iwan Bałykin          | Rosja            | 23               |                  | 102              |
| 207              | Roman Majkin          | Rosja            | 23               |                  | DNF-5            |
| 208              | Timofiej Krickij      | Rosja            | 27               |                  | 85               |